# Fautsburg
Die Fautsburg ist eine Burgruine oberhalb der Rehmühle im Ortsteil Aichelberg der Stadt Bad Wildbad im Landkreis Calw in Baden-Württemberg. Von der Hangburg sind bis auf den im 20. Jahrhundert neu aufgebauten Bergfried und einige Mauerreste keine sichtbaren Spuren mehr vorhanden.

## Geschichte
Vermutet wird eine Errichtung der Burg durch die Grafen von Calw, da die Burg 1276 in deren Besitz genannt ist. Dies ist auch das Jahr der ersten urkundlichen Erwähnung, die auf den 23. Februar 1276 datiert ist. Möglicherweise wurde die Burg von den Grafen von Hohenberg Ende des 12. oder Anfang des 13. Jahrhunderts erbaut. Mehrere Urkunden aus dieser Zeit weisen auf einen Ministerialen-Sitz der Ritter vom Vogtesberg hin. Deren Erben, die Herren von Hornberg, verkauften 1323 die Hälfte der Burg für 300 Pfund Heller an den Grafen Eberhard von Württemberg. Die andere Hälfte kam später über den Pfalzgrafen Rudolf IV. von Tübingen an das Haus Württemberg. Die Verwaltung der Burg oblag dem niederen Adel der Region. Im Jahr 1476 gewährte Graf Eberhard von Württemberg Domdechant Graf Johann von Helfenstein Zuflucht auf der Burg vor dem Straßburger Bischof Rupprecht, den er zuvor kritisiert hatte. 1561 erhielt der Reformator Johannes Brenz die Fautsburg als Lehen. 1570 gab Brenz das Lehen an die Württemberger zurück. Im selben Jahr belehnte Herzog Ludwig von Württemberg das Kloster Hirsau mit dem Besitz. 1594 wurde der Forstmeister Eberhard Zangmeister von Herzog Friedrich von Württemberg mit dem Anwesen belehnt, das 1603 wieder an Württemberg zurückfiel. Im Jahr 1604 war ein Forstknecht als Bewohner in der bereits zerfallenen Fautsburg genannt. Später kam sie in den Besitz der Familie Rehmüller, welche die Mauern als Steinbruch verwendete. Mitte des 19. Jahrhunderts werden die Waldnutzungsrechte vom Staat aufgekauft und neu verteilt. Das Grundstück mit der Fautsburg wurde Johann Georg Rentschler zugeschlagen. 1910 und 1939 wurden erstmals Sicherungsarbeiten an der Ruine durchgeführt. Anfang der 1960er Jahre wurde der Bergfried als Aussichtsturm wiederaufgebaut und 1967 wurde die Ruine der Öffentlichkeit zugänglich gemacht, wobei kurz darauf die Mauern wieder zuwuchsen und in Vergessenheit gerieten. Im Jahr 2000 wurde die Burg erneut freigelegt und 2004 das erste Burgfest veranstaltet. Im Jahr 2007 erhielt der Turm ein Dach.

## Anlage
Der Bergfried hat eine Grundfläche von 7,15 mal 6,7 Metern und eine Wandstärke von rund zwei Metern. Daneben sind einige Mauerreste erhalten. Eine oberflächliche Untersuchung der Burganlage fand im Jahr 1930 statt. Westlich des Turmes dürfte sich eine Schildmauer mit drei Metern Mauerstärke befunden haben. Da 1930 keine Verzahnung mit dem Turm festgestellt werden konnte, dürfte die Mauer jünger als der Turm sein. An die Schildmauer dürfte sich der Palas angeschlossen haben, gegenüber befanden sich die Wirtschaftsgebäude. Im Nordosten wurde ein Torzwinger festgestellt.
Mit dem Dach erreicht der Turm eine Höhe von etwa 20 Meter. Der Zugang erfolgt von der höher gelegenen Nordseite über einen Zuweg mit Treppenstufen bis zu einer kleinen Holzbrücke am Hocheingang, der heute überdacht ist und von einer mannshohen Holzfigur flankiert wird. Im Turm folgt eine Holztreppe mit 33 Stufen, die über ein Zwischenpodest zur 14,3 Meter hoch liegenden Aussichtsplattform führt. Von hier bietet sich ein guter Blick ins Tal der Kleinen Enz.
Der Historische Rundwanderweg Fautsburg führt auf einer Strecke von zehn Kilometer rund um die Burg und vermittelt auf mehr als 20 Informationstafeln Wissen zur Geschichte der Region und der umliegenden Bergorte Aichelberg, Hünerberg, Meistern und der Rehmühle.

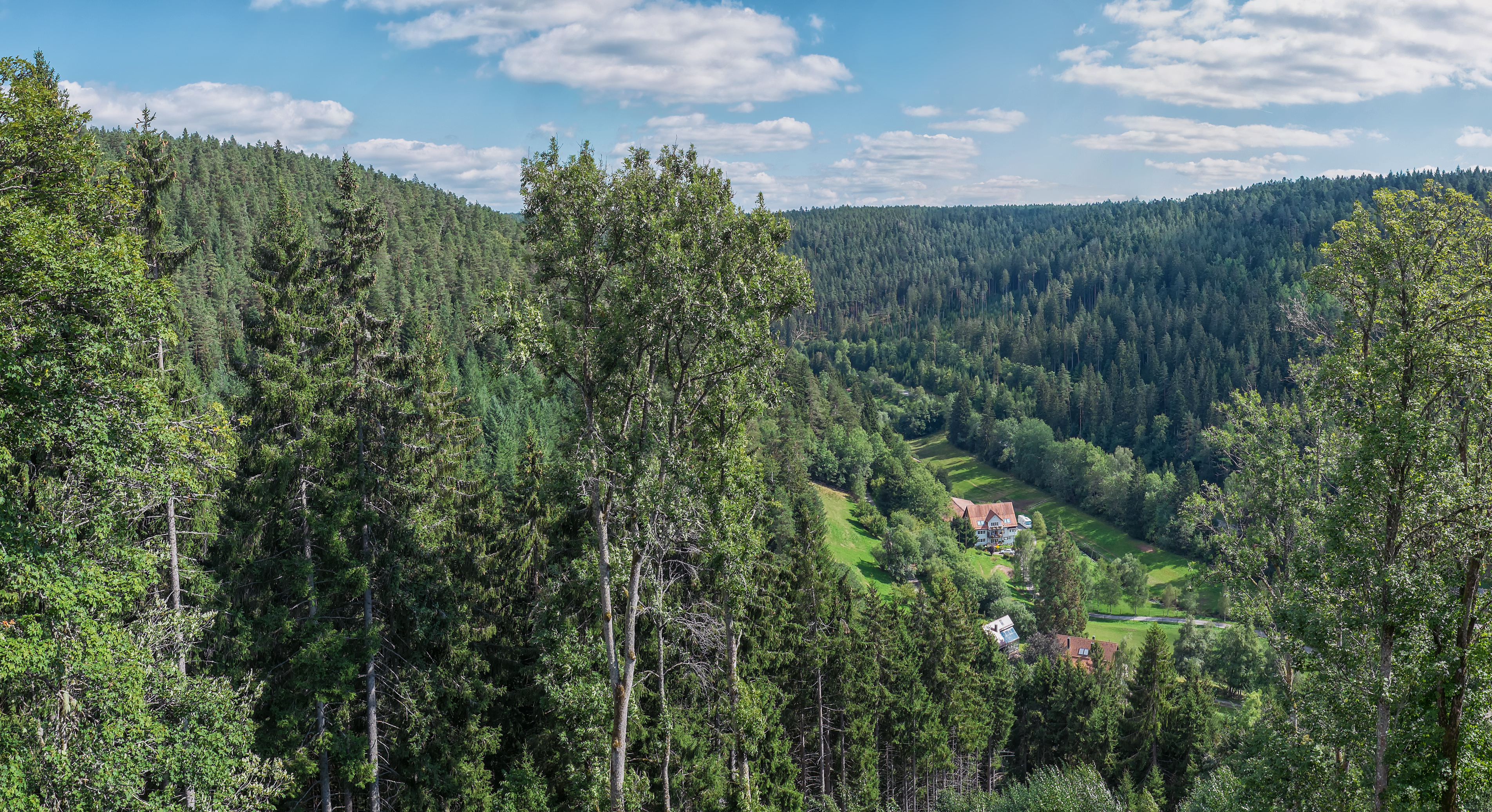
Blick vom Bergfried der Fautsburg nach Osten ins Kleinenztal Richtung Rehmühle (September 2015)
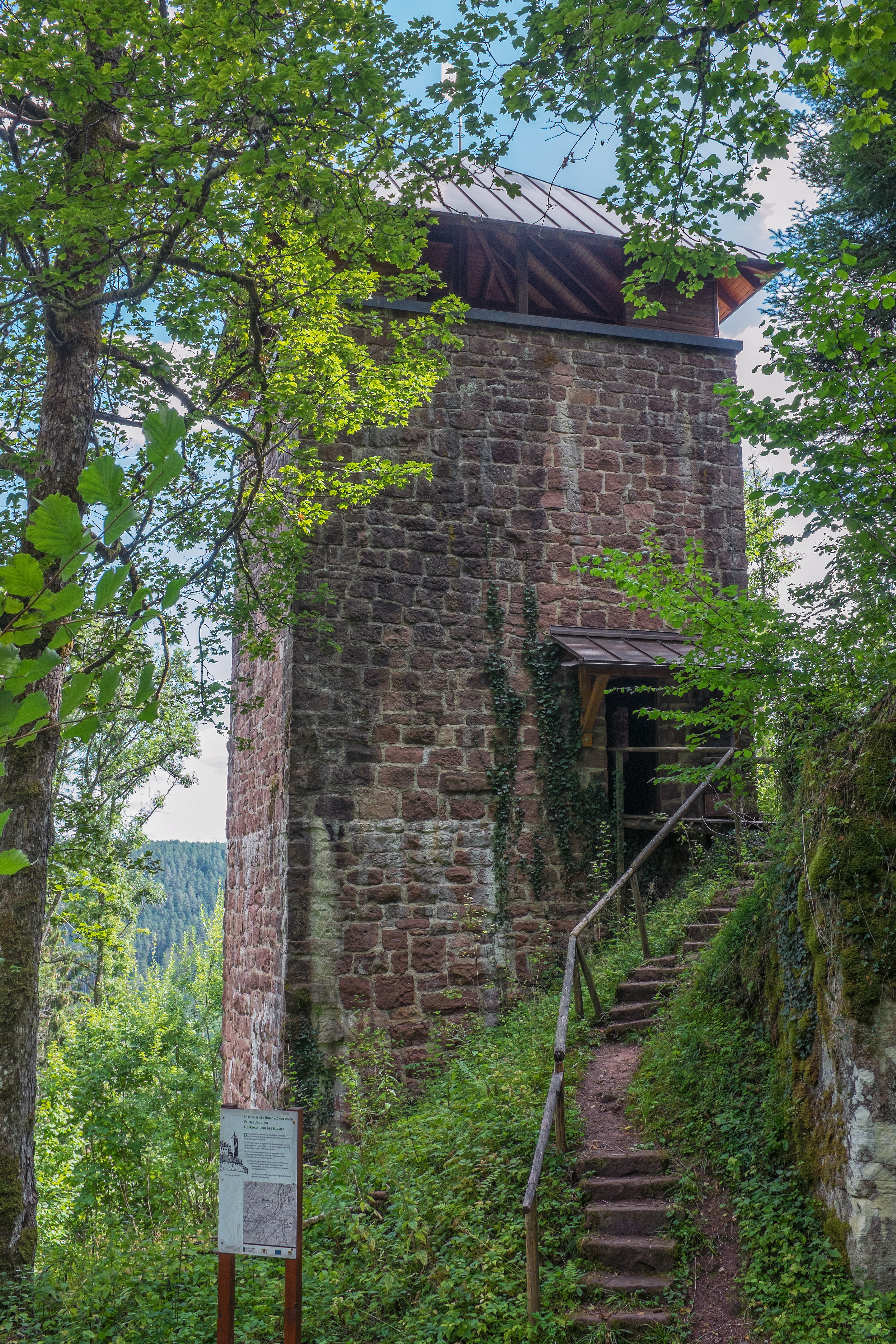
Eingang des Bergfriedes (September 2015)
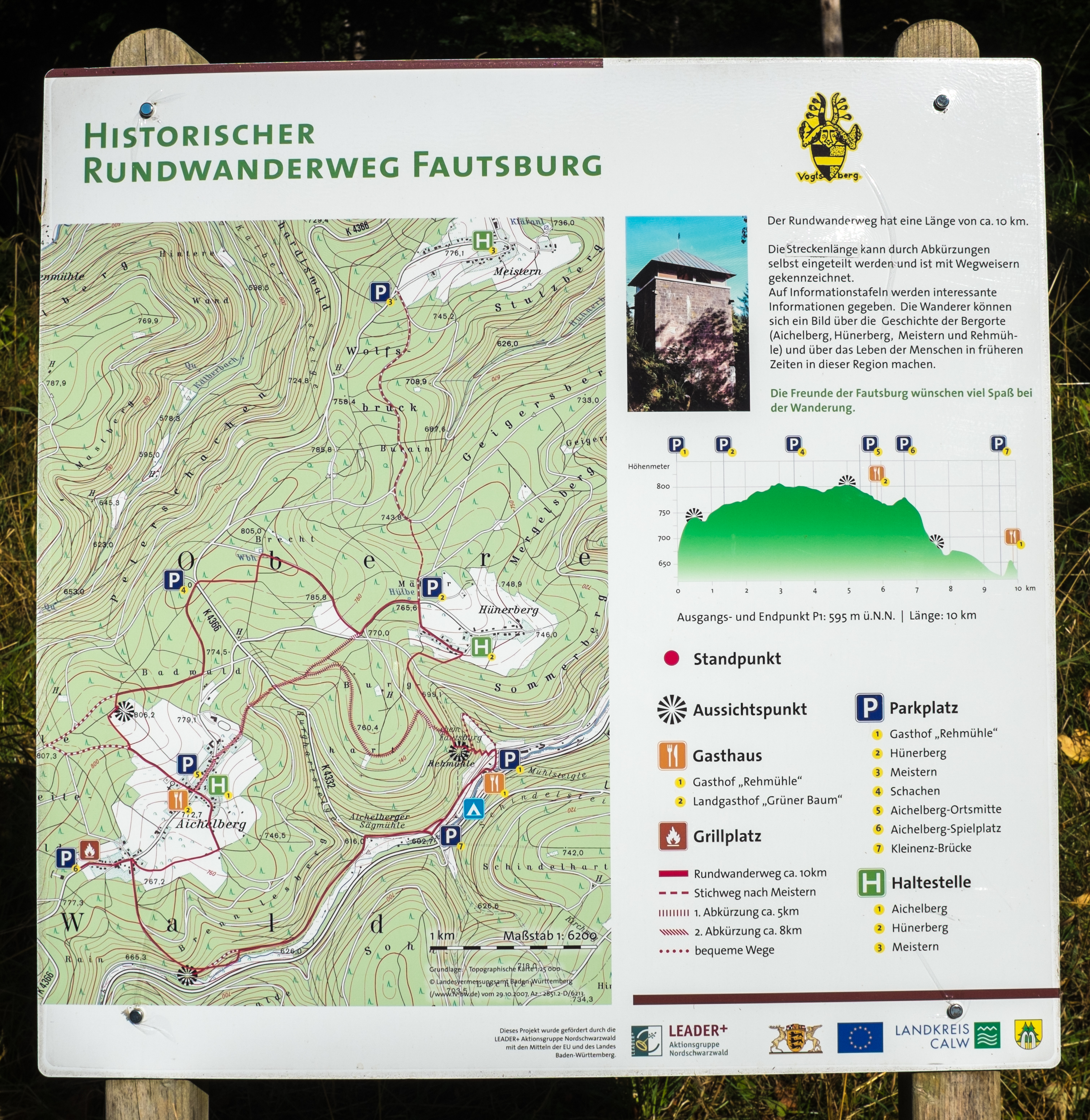
Informationstafel zum Historischen Rundwanderweg Fautsburg
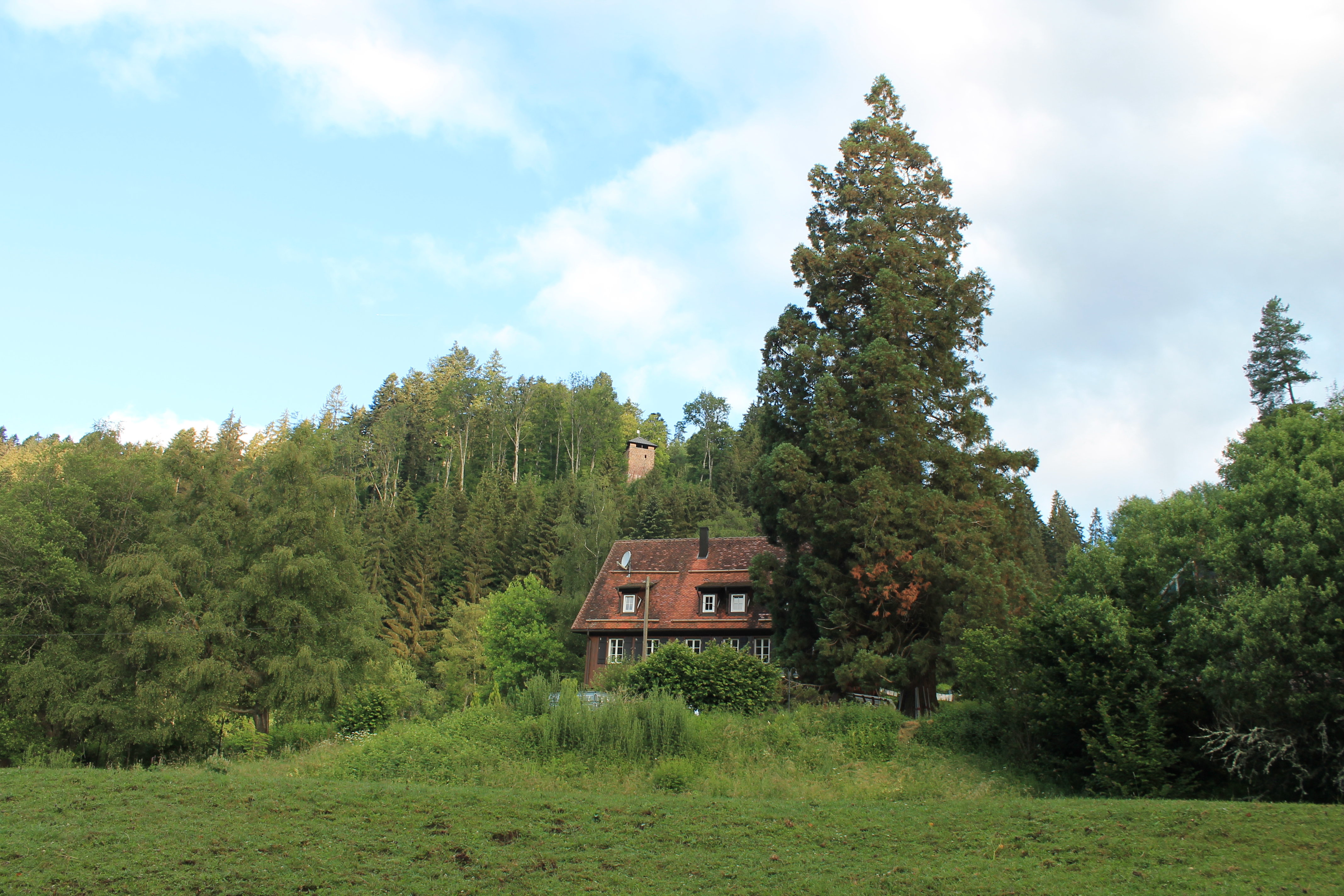
Ansicht vom kleinen Enztal (Juni 2018)